# Савчак Василь Миколайович
Василь Савчак (псевдо: «Сокіл», «Сталь»; 23 березня 1922, с. Ямниця, Тисменицький район, Івано-Франківська область — 20 жовтня 1950, біля с. Шешори, Косівський район, Івано-Франківська область) — окружний провідник ОУН Коломийщини (1944–1945), окружний провідник ОУН Буковини (початок 1945–1950). Лицар Срібного Хреста Заслуги.

## Біографія

Провідник Коломийщини «Борис» (Легкий Григорій) та провідник Буковини «Сталь» (Савчак Василь)

Навчався у Станиславівській гімназії, член ОУН.
Провідник чоти на виховно-вишкільному таборі юнацтва в селі Ямниці поблизу Станиславова (1941), провідник підпільного Пласту в рідному селі.
Працівник обласного проводу Юнацтва ОУН Станиславівщини (1943), повітовий провідник ОУН Коломийщини (1943–1944), окружний провідник ОУН Коломийщини (1944–1945), окружний провідник ОУН Буковини (початок 1945–1950).
Родину В. Савчака, як і багато інших українських сімей, чиї сини і дочки пішли в ОУН і УПА, радянська влада виселила до Сибіру. Його дружина, керівник референтури пропаганди Коломийського окружного проводу ОУН «Леся», перебувала з ним у підпіллі і загинула під час однієї з операцій МГБ 3 серпня 1947 р. в селі Нижній Вербіж Коломийського району Івано-Франківської області.
15-25 жовтня 1950 р. у гірських районах Станіславщини — Кутському, Яблунівському, Косівському та Жаб'євському — органи МГБ провели велику чекістсько-військову операцію. В ній брали участь 55 співробітників УМГБ по Станіславській області, три батальйони військ МГБ (680 офіцерів та солдатів) з 41 службово-розшуковою собакою. В результаті цієї операції було вбито 26 та заарештовано 7 підпільників. Саме тоді, 20 жовтня 1950, в районі хребта Корметура в Шешорських лісах на Косівщині, чекісти блокували повстанців під час проведення ними наради і Василь Савчак в перестрілці загинув. Разом із ним в цьому бою, прикриваючи відхід товаришів, будучи пораненим, підірвав себе гранатою окружний провідник ОУН Коломийщини Григорій Легкий-«Борис».
Тіла мертвих провідників ще три дні стояли в одному із сіл для опізнання. Є дані, що потім тіла були літаком перевезено до Києва для показу вищому командуванню НКВД. Місце поховання невідоме.

## Нагороди
Відзначений  Пластовим Бронзовим Хрестом (1945).
За активну діяльність в підпіллі Українська Головна Визвольна Рада у вересні 1948 р. нагородила В. Савчака Срібним хрестом заслуги.

## Вшанування пам'яті
На тому місці, де повстанці прийняли останній бій, стоїть тепер Пам'ятний хрест — як символічна могила.
У рідному селі Василя Савчака - с. Ямниця, одна з вулиць носить його ім'я.
Також вулиця Василя Савчака є у селищі Путила.